# Kerkhof van Okselare
Het Kerkhof van Okselare is een gemeentelijke begraafplaats in het Franse dorp Okselare in het Noorderdepartement. Het kerkhof ligt in het dorpscentrum rond de Sint-Maartenskerk. Ze heeft een vierkante vorm en is omgeven door een haag.

## Britse oorlogsgraven
Op het kerkhof ligt een perk met 4 Britse gesneuvelden uit de Tweede Wereldoorlog. Twee van hen konden niet meer geïdentificeerd worden en liggen onder 1 grafzerk. De graven worden onderhouden door de Commonwealth War Graves Commission en zijn er geregistreerd onder Oxelaere Churchyard.